# Michael Kusio
Michael Kusio (* 31. August 1998) ist ein Schweizer Handballspieler.

## Karriere

### Im Verein
Michael Kusio durchlief die Jugend des BSV Bern und debütierte mit 16 Jahren in der 1. Mannschaft. 2021 wechselte er zu den Kadetten Schaffhausen. Mit den Kadetten gewann er 2022 und 2023 die Schweizer Meisterschaft. 2023 kehrte er zum BSV Bern zurück.

### In Auswahlmannschaften
Mit der Jugend-Nationalmannschaft nahm er an der U18-Europameisterschaft 2016 teil und belegte den 14. Platz. Mit 57 Toren war er zweitbester Torschütze des Turniers.
Sein erstes Spiel für die Schweizer A-Nationalmannschaft machte er 2017 gegen Slowenien. An der Europameisterschaft 2024 spielte er in drei Spielen und belegte mit dem Team den 21. Rang. An der Weltmeisterschaft 2025 warf er ein Tor in drei Spielen und erreichte mit der Auswahl den 11. Platz.